# Stephen Strasburg
Stephen James Strasburg (nacido el 20 de julio de 1988 en San Diego, California), es un lanzador diestro para los Washington Nationals, que lo seleccionó con la primera selección en Major League Baseball Draft 2009. Firmó un contrato de $15.1 millones con Nationals el 17 de agosto de 2009, sólo a 77 segundos antes de la fecha límite, rompiendo un récord anteriormente en manos de Mark Prior, que había firmado por $10.5 millones en 2001.

## Vida personal
Strasburg nació en San Diego, California, hijo de Kathleen Swett, una dietista, y de Jim Strasburg, un desarrollador de bienes raíces. Él acredita a su abuela por ayudarlo a desarrollar sus habilidades de béisbol cuando era niño. Con frecuencia jugaban a la pelota.
Él la nombra como una de sus mayores inspiraciones. Se casó el 9 de enero de 2010, con Rachel Lackey.